# マギー・ライダー
マギー・ライダー（Maggie Ryder）は、イングランドのシンガー、ミュージシャンであり、主にユーリズミックスやクイーンといったバンドのバッキング・シンガーとして知られている。
初期のキャリアにおいて、ライダーはイギリスのファンク/ロック・バンドのクラカトア (Krakatoa)のキーボード奏者であった。彼女はパートナーのグレーム・ラムとバンドのレパートリーの多くを共同で書いた。彼女はボーカリスト/ソングライターとしてソロのキャリアを追求するためにバンドを脱退し、クラカトアのキーボードには若き日のハンス・ジマーが代わって参加した。1970年代にポリドール・レコードとソロ・レコード契約を結び、1978年にセルフタイトルのアルバムをリリースした。彼女は1980年代を通じてバッキング・シンガーおよびソングライターとして働いていた。彼女は、マーヴィン・ゲイ（1981年）、ユーリズミックス（1983年）、マンフレッド・マンズ・アース・バンド（1987年/1996年）、ゴー・ウエスト（1987年）、および1992年のフレディ・マーキュリー追悼コンサートでクイーンのバック・ボーカルとして歌った。ライダーは、ジョン・ファーナムの世界的なヒット・シングル「You're the Voice」のソングライターの一人であった。
ライダーは、1992年にリリースされたブライアン・メイのアルバム『バック・トゥ・ザ・ライト〜光にむかって〜』とその後のワールド・ツアーでバッキング・ボーカルとして歌った。ライダーは1993年のツアーでエリック・クラプトンと仕事し、1994年のロイヤル・アルバート・ホールの公演日程に参加した。
彼女は、チャカ・カーンのアルバム『ウーマン・アイ・アム』の「Love With No Strings」の共作者（Derek Magooganと）であった。
彼女は1983年の『ジュリエット・ブラヴォー』のエピソードを含むいくつかのテレビドラマに出演した。
ライダーは1995年にニューヨークに移り、現在はウェブサイトのデザイナーであり、クリエイティブな技術者となっている。

## ディスコグラフィ

### ソロ・アルバム
- Maggie Ryder (1978年、ポリドール)

### ソロ・シングル
- "Don't Play Another Love Song" (1978年、ポリドール)
- "For The Love Of You" (1978年、ポリドール)